# Prometopus
Prometopus is een geslacht van vlinders van de familie Uilen (Noctuidae), uit de onderfamilie Hadeninae.

## Soorten
- P. albistigma Swinhoe, 1904
- P. asahana Kobes, 1983
- P. flavicollis Leech, 1889
- P. inassueta Guenée, 1852
- P. rubrispersa Turner, 1904